# Гамма-глобулины

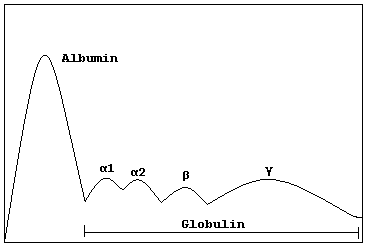
Схематическая диаграмма, показывающая распределение белков крови по подвижности в электрическом поле при электрофорезе

Га́мма-глобули́ны — класс глобулиновых белков плазмы крови, характеризующиеся специфической подвижностью при разделении методом электрофореза белков крови, а также название лекарственного препарата, содержащего противобактериальные и противовирусные антитела, применяющегося с лечебной и профилактической целями. Важнейшими гамма-глобулинами являются иммуноглобулины — важнейшие белки специфического гуморального иммунитета.

## Применение в медицине
Ежемесячными инъекциями гамма-глобулина успешно лечат некоторые формы агаммаглобулинемии. В основе её лежит дефект лимфоцитов и плазматических клеток, в функцию которых входит продукция антител. Известны как врожденные формы данной болезни, так и приобретённые.